# Mancomunidad Valle del Esla
La mancomunidad de servicios "«Valle del Esla»" es una agrupación voluntaria de municipios para la gestión en común de determinados servicios de competencia municipal, creada por varios municipios en la provincia de Zamora, de la comunidad autónoma de Castilla y León, España.
Tiene personalidad jurídica propia, además de la consideración de entidad local. Engloba una población de casi 5.000 habitantes diseminados en diferentes núcleos de población de la comarca de Benavente y Los Valles.

## Municipios integrados
La mancomunidad Valle del Esla está formada por los siguientes municipios: Barcial del Barco, Bretó, Castrogonzalo, Fuentes de Ropel, San Cristóbal de Entreviñas, Santovenia y Villanueva de Azoague.

## Sede
Sus órganos de gobierno y administración tendrán su sede en la localidad de Castrogonzalo.

## Fines
El establecimiento, puesta en funcionamiento, desarrollo y gestión del servicio de recogida domiciliaria de residuos sólidos urbanos conjunto a los municipios mancomunados, tanto lo referente al transporte de los mismos al vertedero que se establezca como la instalación de contenedores, y el resto de instalaciones complementarias vinculadas directamente con dicho servicio.
La puesta en funcionamiento de otros servicios que se consideren convenientes para el bienestar de los municipios mancomunados, sin que en ningún caso pueda la mancomunidad asumir la totalidad de las competencias asignadas a los municipios integrantes de la misma.
La inclusión de nuevos servicios se realizará de conformidad con lo dispuesto en los estatutos de la mancomunidad.

## Estructura orgánica
El gobierno, administración y representación de la mancomunidad corresponde a los siguientes órganos:
- Presidente.
- Consejo de la Mancomunidad.